# Sinocyclocheilus cyphotergous
Sinocyclocheilus cyphotergous és una espècie de peix cipriniforme de la família dels ciprínids que es troba a Guizhou (Xina).